# أندريا أوسفارت
أندريا كلارا أوسفارت (بالمجرية: Osvárt Andrea) وهي ممثلة و منتجة أفلام وعارضة أزياء سابقة مجرية ولدت في يوم 25 أبريل 1979 في مدينة بودابست عاصمة المجر، تربت في بلدة تاماشي في جنوب المجر، والداها تطلقا وهي بعمر 5 سنوات، والدها بيطري ولديها 4 أشقاء، في 2001 مثلت في فلم Spy Game مع براد بيت كما مثلت في عدة أفلام ومسلسلات أخرى.

## روابط خارجية
- أندريا أوسفارت على موقع IMDb (الإنجليزية)
- أندريا أوسفارت على موقع روتن توميتوز (الإنجليزية)
- أندريا أوسفارت على موقع ألو سيني (الفرنسية)
- أندريا أوسفارت على موقع أول موفي (الإنجليزية)
- أندريا أوسفارت على موقع قاعدة بيانات الأفلام السويدية (السويدية)
- أندريا أوسفارت على موقع قاعدة بيانات الفيلم (الإنجليزية)
- أندريا أوسفارت على موقع كينوبويسك (الروسية)